# Iglesia de Santa María (Reza)
La Iglesia de Santa María de Reza es un templo católico del siglo xiii ubicado en la parroquia de Reza, en Orense (Galicia, España).

## Historia

### Origen
El origen del templo se sitúa en el siglo xiii debido a la existencia de una escultura de Nuestra Señora de Reza fechada en dicho siglo y actualmente conservada en el museo de la Catedral de San Martín. Esta primitiva talla románica, descubierta detrás de un retablo lateral en 1964, está realizada en madera policromada y presenta una imagen coronada y sedente en un trono, mostrando por otro lado severas mutilaciones, la más notoria de todas la ausencia del Niño Jesús.
Otro de los datos que permiten constatar la antigüedad del santuario es la existencia de dos cantigas de amigo del siglo xiii dedicadas a la Virgen de Reza, obra del trovador Airas Páez, una de las cuales dice:

Quer’ir a Santa Maria de Reça e, irmanas treides migo,
e verra o namorado de [mui] bon grado falar [co]migo:
quer’ir a Santa Maria de Reça
u non fui á mui gran peça.

(Quiero ir a Santa María de Reza y, hermanas, venid conmigo, / y vendrá el enamorado de muy buena voluntad a hablar conmigo: / quiero ir a Santa María de Reza, a donde no fui hace mucho tiempo.)

### Nuestra Señora de Reza
La imagen venerada actualmente en el templo es de origen inglés y fue sacada del país a causa de la disolución de los monasterios decretada por Enrique VIII de Inglaterra entre 1536 y 1540. Tras llegar a Vigo, la talla fue adquirida en 1550 a su propietario, un hombre judío, por el Arcediano de Varoncelli Don Alfonso Fonseca Ulla, quien, entre otros cargos de carácter eclesiástico, fue dignidad de la catedral y abab de la Iglesia de la Santísima Trinidad, además de pertenecer a la nobleza por el hecho de ser vástago del tercer conde de Monterrey.
La imagen fue llevada a Reza con motivo de una peste que en aquel entonces estaba devastando la zona; el hecho de que la misma cesase tras llegar la estatua fue interpretado como un hecho divino, atribuyéndose a Nuestra Señora de Reza el fin de la peste, la cual volvería a azotar la parroquia al año siguiente, disponiendo el cabildo catedralicio y el ayuntamiento de la ciudad un novenario y una procesión, actos que supuestamente supusieron la curación de un gran número de enfermos. Posteriormente se invocó a la Virgen de Reza para que pusiese fin a una época de sequía que estaba afectando gravemente a los cultivos de la localidad; el cese de dicha sequía se tradujo en la costumbre de pedir la intercesión de Nuestra Señora de Reza cada vez que la lluvia era necesaria, convirtiéndose finalmente en abogada de las sequías y en recurso contra todo tipo de males.

## Descripción

### Exterior
La iglesia, situada en las faldas del monte Santa Ladaíña, se caracteriza por poseer diferentes estilos arquitectónicos, como el original románico tardío además del barroco y el neoclásico, producto de reformas. La fachada, de estilo barroco, ostenta un frontón triangular en la portada y una torre campanario de base cuadrada con un arco de medio punto en cada cara enmarcado por contrafuertes coronados por pináculos y rematado todo ello por una cúpula. Destacan particularmente los canecillos románicos de la fachada sur, los cuales presentan motivos vegetales, figurativos y geométricos, sobresaliendo una cabeza de cerdo y una cabeza humana.

### Interior

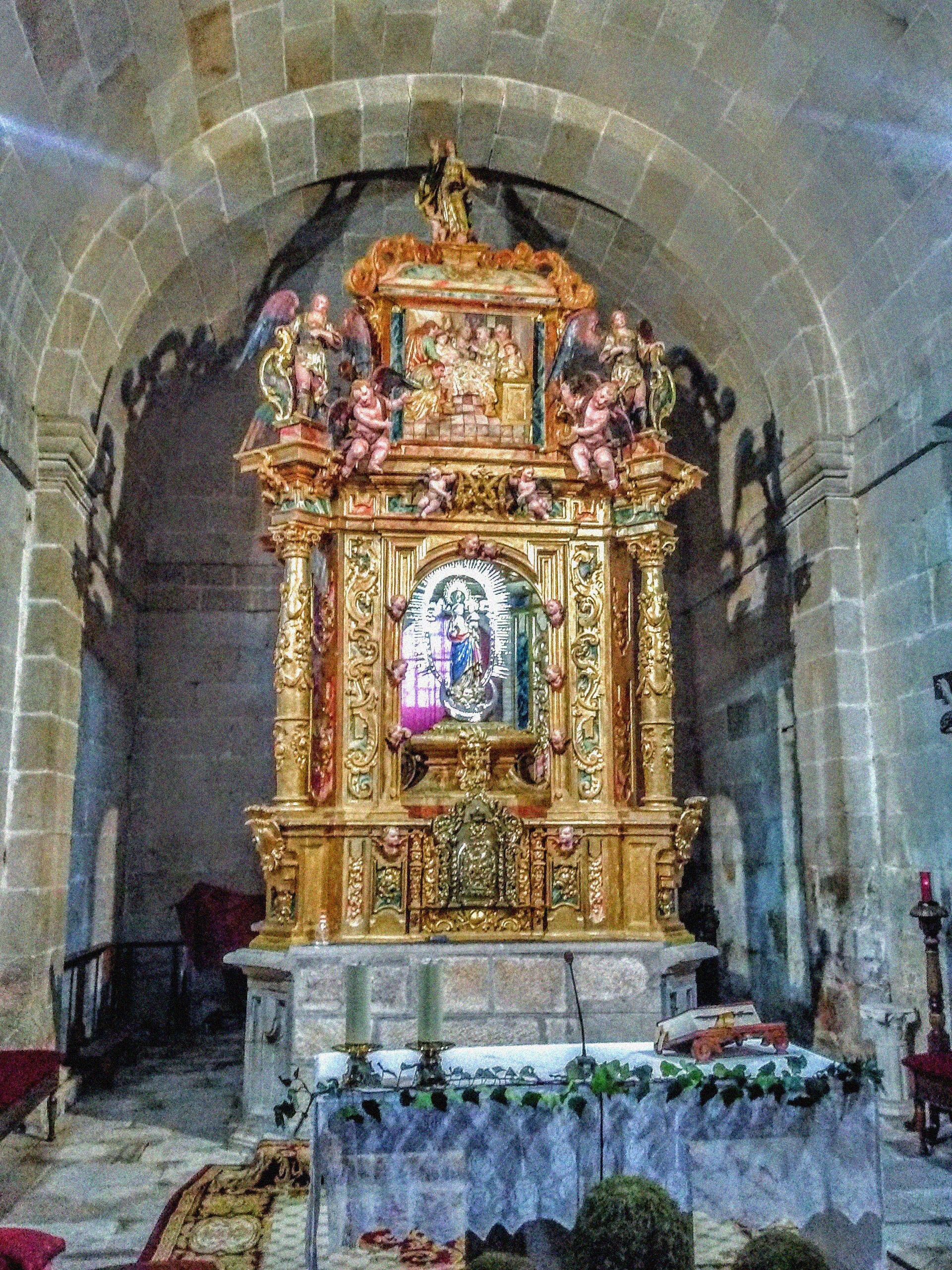
Capilla mayor.

El interior, románico de planta de cruz latina con una sola nave y cúpula central semicircular sobre pechinas con balaustrada de madera adosada, posee en la capilla mayor un retablo baldaquino del siglo xviii en tonos dorados. La parte central, rodeada de cabezas aladas de serafines, alberga la imagen realizada en madera de Nuestra Señora de Reza, la cual se halla enmarcada por un arco con rayos custodiado por dos querubines los cuales sostienen una corona sobre la cabeza de la Virgen, todo ello realizado en plata maciza. En los extremos destacan columnas abombadas rematadas por molduras ricamente ornamentadas sobre las que se hallan dos ángeles de gran tamaño custodiando el ático, donde sobresale una escena en relieve de la Dormición sobre la cual se ubica, coronando la estructura, una talla de bulto redondo de la Asunción. Por su parte, en el muro derecho de la capilla mayor, próximo al retablo, destaca una imagen de Cristo crucificado.
En los extremos del arco de medio punto del presbiterio se hallan, a izquierda y derecha, imágenes de San Roque y San Antonio de Padua, mientras que en los muros laterales destacan, en el de la epístola y bajo un arco de medio punto, una gran escultura del Sagrado Corazón, y en el del evangelio, una talla de la Inmaculada Concepción la cual sigue el esquema artístico impuesto por Gregorio Fernández al presentar una postura frontal, actitud de recogimiento, manto con caída diagonal y cabello largo hasta la cintura. Así mismo, a la izquierda de la entrada del templo destaca una pila bautismal labrada en piedra y sostenida por modillones, hallándose a la derecha una escalera de caracol que conduce a la tribuna, también sostenida por modillones.

## Devoción
Uno de los actos devocionales más significativos era llevar la imagen de la Virgen en procesión desde Reza hasta la catedral de la ciudad (previa autorización del cabildo al concejo representativo de la parroquia), donde se llevaba a cabo una novena por las mañanas solicitando la llegada de lluvias y, por las tardes, se entonaba una salve, tras lo cual la talla procesionaba desde la catedral hasta el templo de Reza. Esta costumbre, actualmente perdida, se trató de reinstaurar sin éxito en la década de 1970.
Acreedora igualmente de una hermandad en el siglo xvi, la fama y la devoción de la Virgen de Reza se han visto reducidas con el paso del tiempo en favor de Nuestra Señora de Fátima, cuya iglesia orensana, levantada a mediados del siglo xx, es una de las más populares de la ciudad además de contar con la mayor presencia de devotos de esta advocación mariana después del Santuario de Fátima, en Cova da Iria (Portugal).

## Galería de imágenes

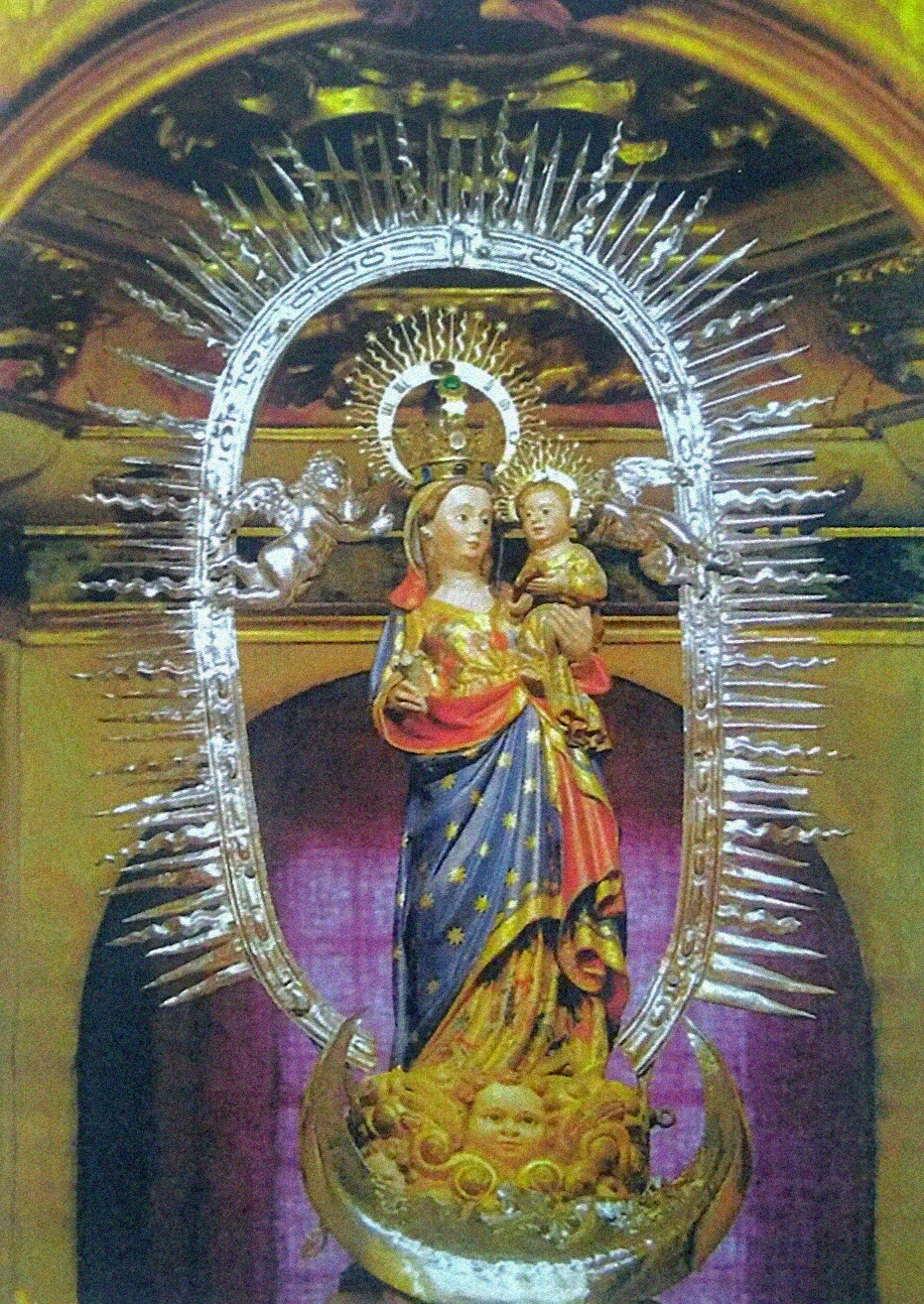
Talla de Nuestra Señora de Reza.
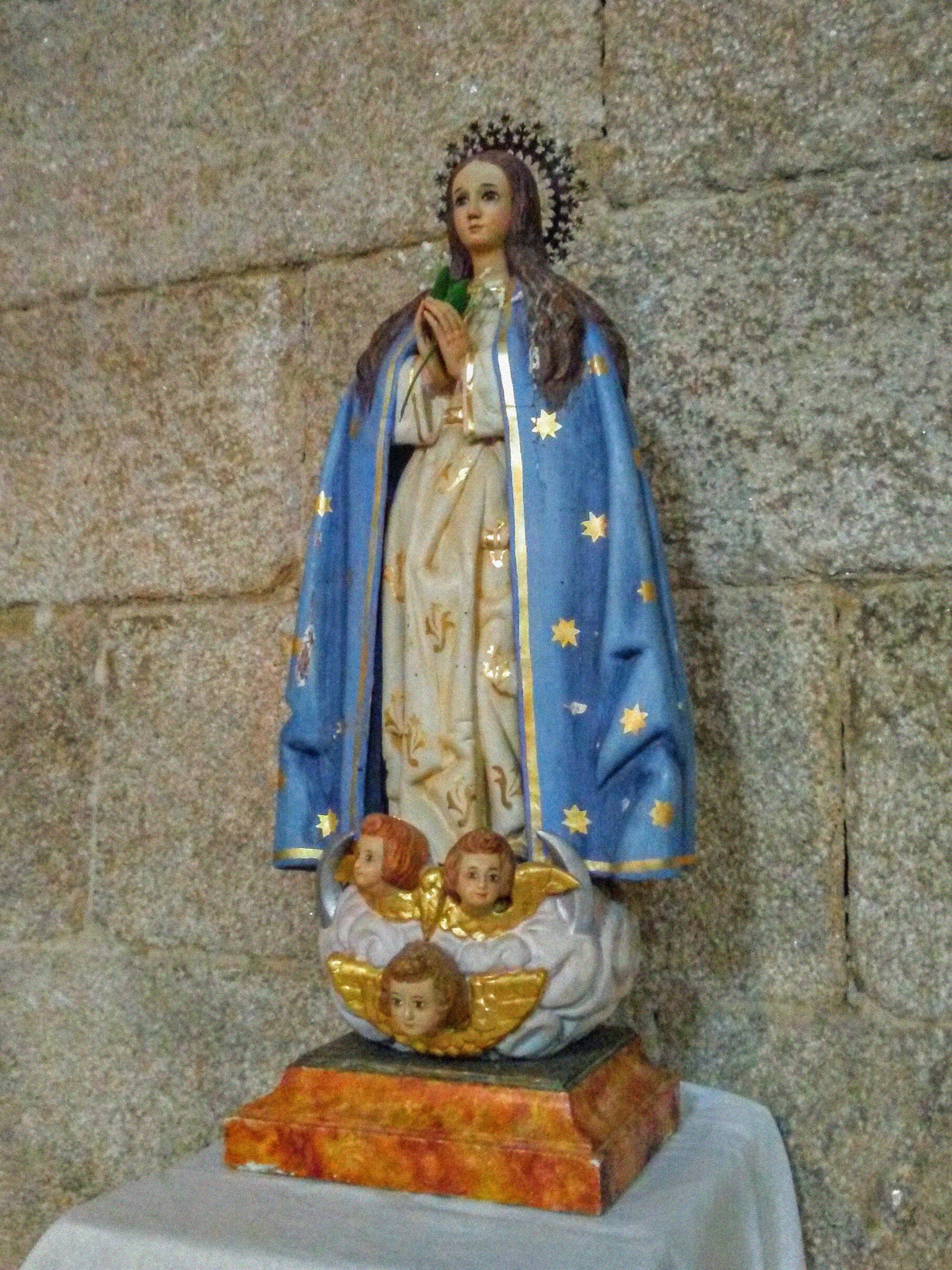
Talla de la Inmaculada Concepción.